# Брен-л'Алле
Брен-л'Алле (фр. Braine-l'Alleud) — муніципалітет Валлонії, розташований у провінції Валлонський Брабант, Бельгія, приблизно за 20 км на південь від Брюсселя.
Муніципалітет складається з таких районів: Брен-л'Альо (включаючи село Сарт-Мулен), Лілуа-Віттерзе та Опен-Буа-Сеньйор-Ісаак. Місто, що межує з Фландрією, є домом для меншості людей, які розмовляють голландською мовою.
Знаменитий Лев Ватерлоо, де відбулася однойменна битва, знаходиться на території Брен-л'Альо.

## Історія
Кілька археологічних знахідок вказують на доісторичні поселення в цій місцевості. Перша історична згадка про парафію на нинішній території Брен-л'Алле, яка тоді називалася Дюдінсар, датується 1131 роком, датою, коли Годфрі I, герцог Брабантський, передав її абатству Жамблу. Однак герцог все ще володів звільненою землею (або правом власності) на цій території, як зазначено в юридичному документі Генріха I від 1197 року. Назву муніципалітету змінили на нинішню, яка походить від «Braine», колишньої назви потоку, який перетинає його територію (тепер називається «Hain»), і «alleu(d)», середньовічного французького слова, що позначало вільну землю (англ. allod). Остання назва була додана до першої, щоб відрізнити цю громаду від двох сусідніх, які також називаються Braine.

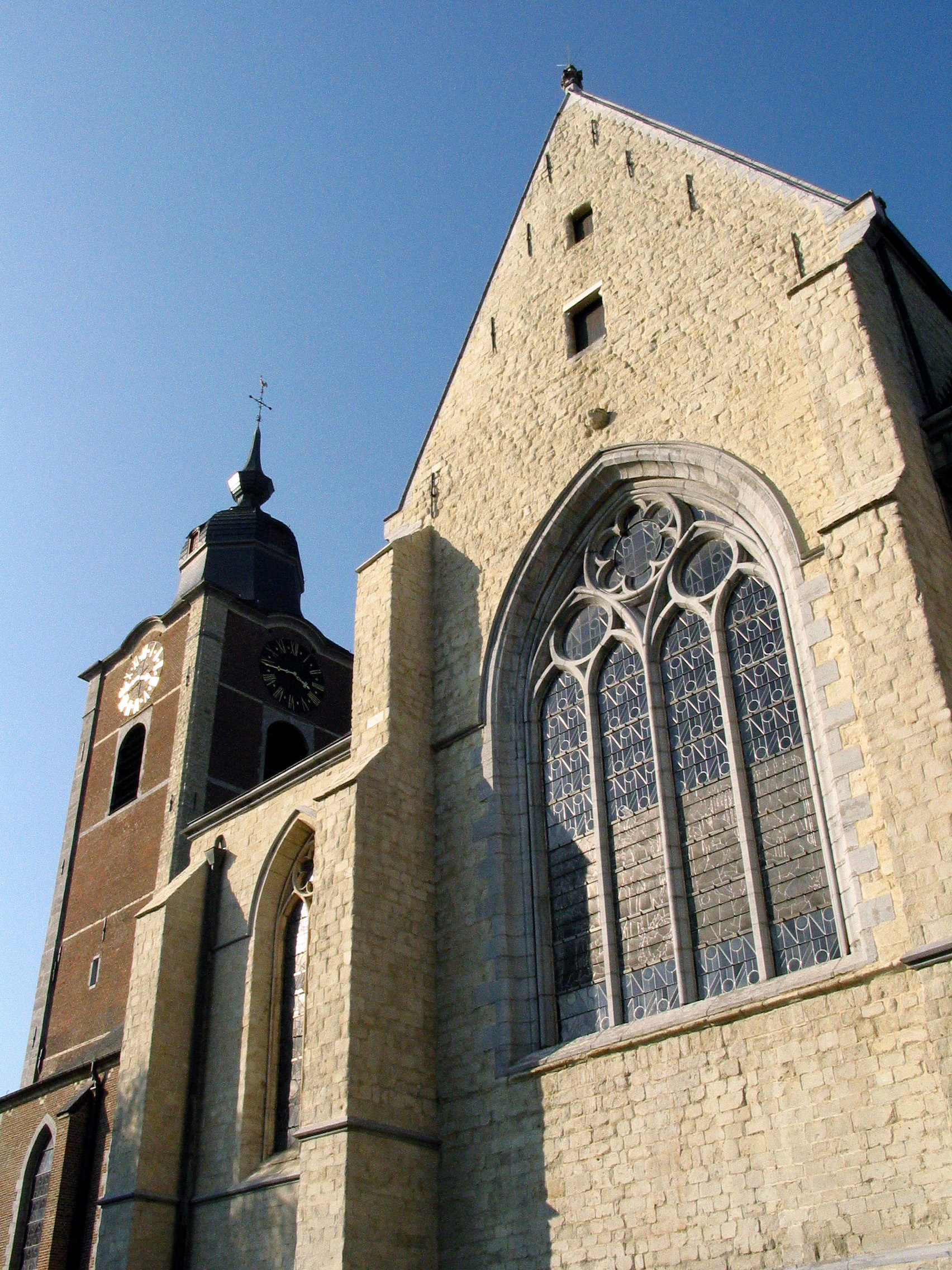
Церква Сент-Етьєн
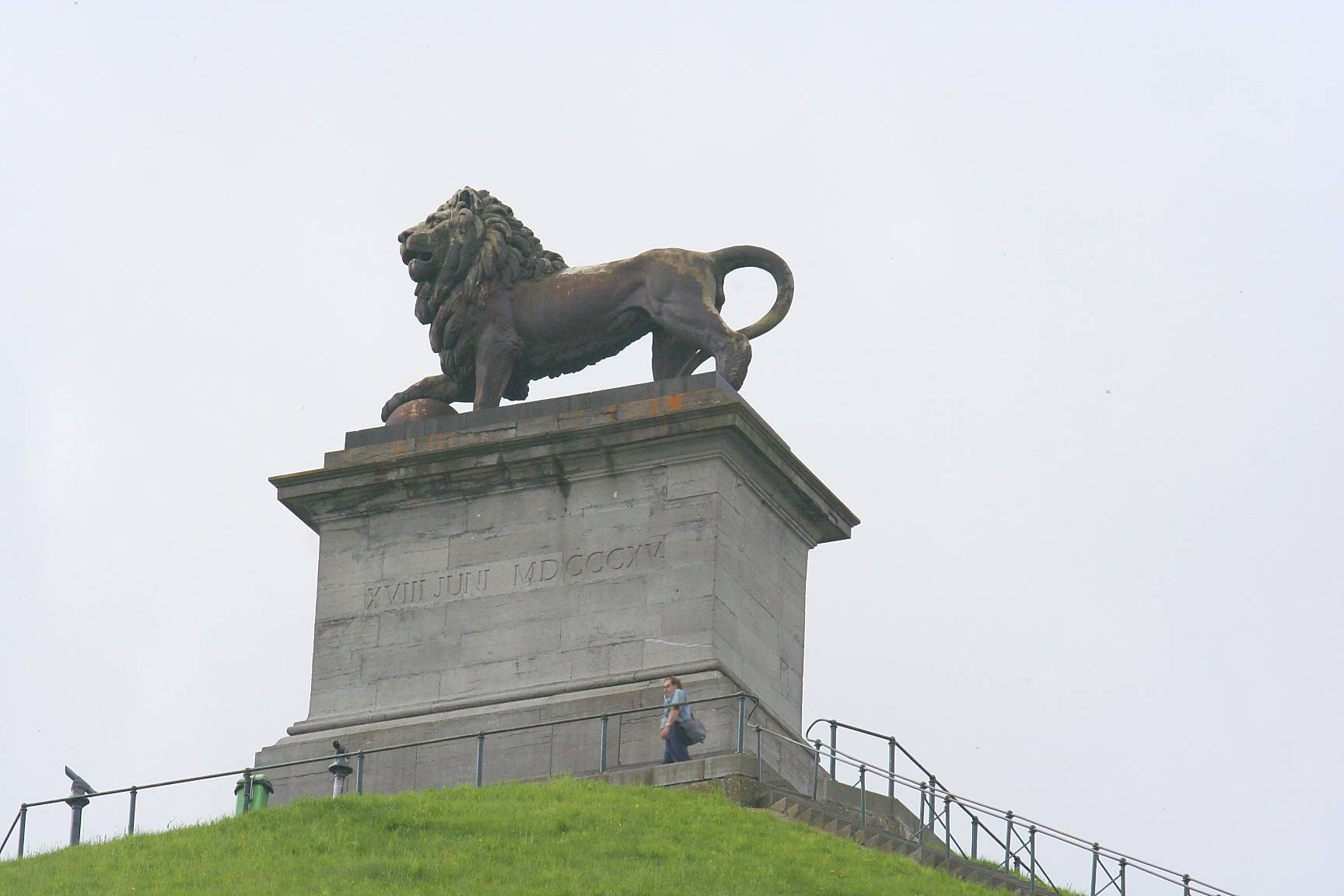
Курган Лева, з якого відкривається вид на поле битви Ватерлоо
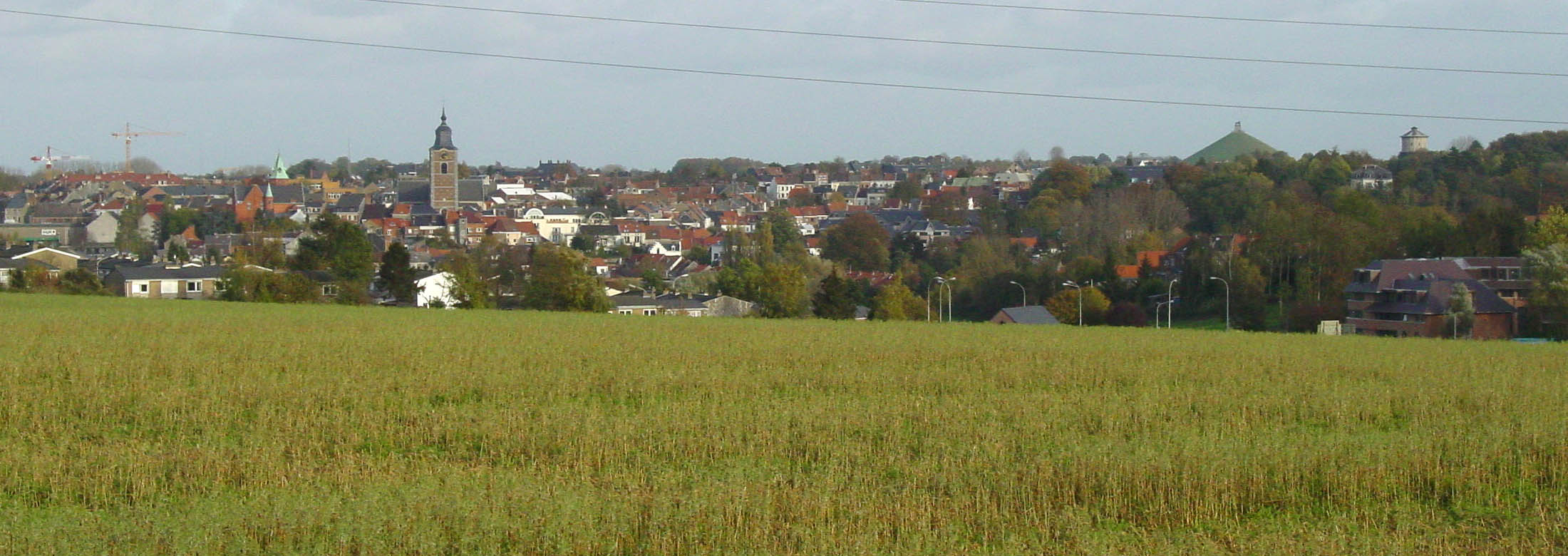
Вид на місто із заходу

## Відомі жителі
- Йоганнес Тінкторіс, франко-фламандський музикознавець і композитор (бл. 1435–1511), народився в муніципалітеті.
- Дезіре-Жозеф Мерсьє, кардинал Римсько-католицької церкви та національний герой (1851–1926)
- Поль-Анрі Спаак, політик і державний діяч (1899–1972)
- Гастон Рейфф, легкоатлет (1921–1992)
- Аморі Бондюель, автогонщик (нар. 1999)

## Транспорт
- Залізниця: Braine l'Alleud має власну залізничну станцію, яка є частиною мережі SNCB / NMBS, яку обслуговує лінія № 124. Перегляньте залізничну станцію Брен-л'Альо.
- Автобус: Société Régionale Wallonne du Transport (SRWT) (Валлонська регіональна транспортна компанія) працює під назвою "TEC Brabant Wallon".